# Siedliczanka
Siedliczanka (do 1945 niem. Heckelwerks-Mühl-Bach) – strumień o długości ok. 3 km, powstający z połączenia dwóch strumieni: Tatyńskiej Strugi i Piwnicznej Strugi. Obecnie Siedliczanka w znacznej części przebiega w podziemnym rurociągu, wychodząc na powierzchnię na obszarze działek w Policach przy ul. Piłsudskiego. Łuk ul. Wyszyńskiego w Policach wytyczony jest wzdłuż biegu tego strumyka. Niemiecka nazwa strumienia nawiązuje do funkcjonującego w Tatyni młyna wodnego o nazwie "Heckelwerks Wassermühle". W Mścięcinie strumień wpadał do Grzybnicy, stanowiąc jej lewy dopływ.